# Pirotski kačkavalj
-{
}-

Pirotski kačkavalj  je mlečni proizvod odnosno vrsta kačkavalja koji se na specifičan način proizvodi u okolini Pirota u Srbiji, Pirotski kačkavalj је stvorila Stara planina i hiljade ovaca koje su provodile mesece na bogatim travnatim pašnjacima, kao i izobilje stočne hrane i izobilje kvalitetnog mleka. Danas je ovaj proizvod pravi brend, proizod tradicionalnog i kvaliteta i ukusa.
Proces izrade pirotskog kačkavalja se nalazi na listi nematerijalnog kulturnog nasleđa Srbije.
Kačkavalj koji se pravi u Mlekarskoj školi “Dr Obren Pejić” u Pirotu zaštićen je oznakom imena geografskog porekla i tako postao jedini originalni, pravi “Pirotski kačkavalj”.

## O nastanku
Područje gornjeg Ponišavlja u kome se proizvodi Pirotski kačkavalj smešteno je na jugoistoku Srbije, u planinskom krajoliku od davnina pogodnom za stočarenje. Obuhvata teritorije opština Pirot, Babušnica, Dimitrovgrad i Bela Palanka. Najveći deo Parka prirode Stara planina obuhvaćen je teritorijom Pirota, kao najveće opštine ovog područja. Kako je pirotski kraj južno podneblje, sunce ne dozvoljava da hrana dugo stoji i brzo se kvari. Običan beli sir kratkog je veka, a prirodne okolnosti naterale su ovčare da proizvode sir koji će moći dugo da traje. I proizveli su kačkavalj. Tehnologiju pravljenja kačkavalja stanovnicima pirotskog kraja preneli su tzv. Crnovunci – Ašani ili Kucovlasi, nomadski stočari, balkanski starosedeoci, koji su vreme od proleća do jeseni provodili na Staroj planini, napasajući svoja brojna stada ovaca. Za početak izrade čuvenog pirotskog kačkavalja smatra se 1882. godina kada je Ljubomir Kostić iz sela Brloga naučio veštinu izrade ovog čuvenog sira. Vekovi nisu menjali način njegove proizvodnje. Nakon oslobođenja ovih krajeva od Turaka, ovčarstvo postaje osnovna stočarska delatnost: ekspanzija ovčarstva a time i proizvodnja kačkavalja dostiže svoj vrhunac do 60-ih godina XX veka. Od tada počinje stagnacija i umanjenje značaja ovčarstva kao grane stočarstva. Zato je kačkavalj od ovčijeg mleka na tržištu prisutan sve manje. Proizvodnja kačkavalja iz kravljeg mleka posle Drugog svetskog rata dobija sve veći zamah i sada dominira u strukturi proizvodnje kačkavalja.
Kačkavalj je vremenom postao poznat kao dugotrajni i hranljiv. Rado je tražen na mnogim tržištima sveta, i prvo kiridžije, a zatim prevozna sredstva modernog doba, razneli su ga po svetu: Mala Azija, Afrika, Amerika...

## Nematerijalno kulturno nasleđe
Pirotski kačkavalj je tradicionalni proizvod sa područja Stare planine. Tradicija pravljenja kačkavalja se prenosi po muškoj liniji, te su i nosioci ključnih uloga u procesu izrade kačakavalja muškarci: baskijar, parač, sekač, majstor kačkavaljdžija. Izrada pirotskog kačkavalja, jedinstveno je nasleđe iz domena veština vezanih za tradicionalne zanate stanovništva pirotskog kraja u oblasti jugoistočne Srbije, zbog čega je proces izrade pirotskog kačkavalja uvršten u Nacionalni registar nematerijalnog kulturnog nasleđa Srbije.

## Karakteristike
Testo sira je slamnožute boje i po pravilu je kompaktno, monolitno i bez šupljika. Ukoliko ima šupljika, ne dozvoljava se više od nekoliko šupljika veličine sočiva, koncentrisanih prema sredini sira. Kod zrelog sira testo je prijatnog ukusa, krto i ljuspasto sa nešto pikantnosti. Testo zrelog kačkavalja je uvek natopljeno mlečnom mašću i ima karakterističnu strukturu, zbog specifičnog načina proizvodnje. Mikrofloru pirotskog kačkavalja čine bakterije mlečne kiseline koje potiču iz mleka kao sirovine ili iz spoljašnje sredine. Masa koturova kačkavalja iznosi 5–10 kg.

## Proces izrade
Tehnološki proces izrade pirotskog kačkavalja se sastoji iz tri faze:
- izrade baskije,
- prevođenja baskije u kačkavalj i dosoljavanja
- minimum osmonedeljno zrenje i nega kačkavalja.

Centralna specifična tačka procesa prevođenja baskije u kačkavalj je parenje testa u pletenoj korpi. Nakon ovog postupka sir se soli metodom ‘’suvog soljenja’’ i mesi kako bi so bila ravnomerno raspoređena.
Nakon oblikovanja i stavljanja u kalup, na testu se buše rupe radi istiskivanja vazduha, čime se sprečava moguće buđanje sira iznutra. Zatim se premešta u sušaru, gde stoji 10 do 15 dana na temperaturi oko 25 stepeni, kad ubrzano gubi vodu i dobija svoju karakterističnu boju.
Nakon zrenja, štiti se vakuumiranjem, parafinisanjem, voskiranjem ili premazivanjem disperzijama plastičnih masa dozvoljenim za zaštitu.

### Đubek
Ostatak proizvodnje kačkavalja, koji se odstranjuje prilikom stavljanja kačkavalja na zrenje u kalup, zove se đubek i poznat je lokalni delikates.

## Specifične osobine
Osobine po kojima se mleko ovog kraja razlikuje (ukus i miris), od mleka drugih geografskih područja zasnivaju se na specifičnostima ispaše najkvalitetnijom slatkom travom i krmnim biljem u zaštićenom parku prirode. Obeležja klime, nezagađeno zemljište krečnjačkog sastava bogato izvorskim vodama i specifična prirodna mikroflora koja preko svojih enzimskih sistema tranformiše sastojke mleka u sir, doprinosi formiranju karakterističnih osobina pirotskog kačkavalja. Danas se Pirotski kačkavalj, u zavisnosti od osnovne sirovine-mleka, od kojeg se proizvodi, može naći u ove tri varijante:
- Kačkavalj od kravljeg mleka
- Kačkavalj od ovčijeg mleka
- Mešanac od mešanog kravljeg i ovčijeg mleka

## Literatura
- Стојковић, Драгана (2010). „Насеља и становништво Општине Пирот” (PDF). Гласник Етнографског музеја. 74: 11—108.

## Spoljašnje veze
- Video o pirotskom kačkavalju
- Recept za pirotski kačkavalj
- Млекарска школа Др Обрен Пејић
- Srbija, selo i ovčarstvo: "Nekada je moglo da se živi od 50 grla, a danas ni od 200" - zašto je pirotska ovca na ivici opstanka (B92, 9. avgust 2022)